# Lucas Entertainment

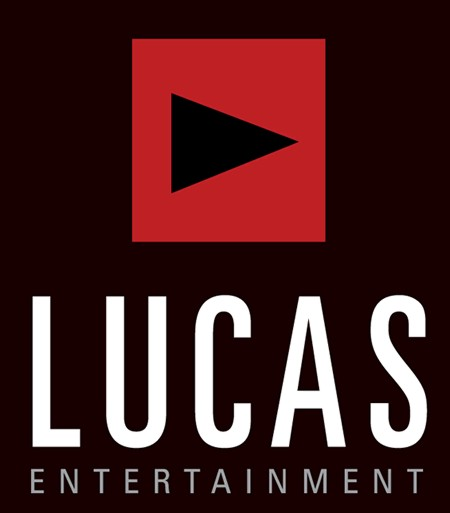
Logotyp för Lucas Entertainment.

Lucas Entertainment är ett filmproduktionsbolag specialiserat på gayporr. Det grundades av porrskådespelaren Michael Lucas 1998. Bland de skådespelare som är knutna till Lucas Entertainment märks Chad Hunt, Ben Andrews och Danny Hunter.